# Liste der Kulturdenkmäler in Darmstadt/Darmstadt Nord
Die folgende Liste enthält die in der Denkmaltopographie ausgewiesenen Kulturdenkmäler auf dem Gebiet  der  Stadt Darmstadt, Hessen.
Hinweis: Die Reihenfolge der Denkmäler in dieser Liste orientiert sich zunächst an Stadtteilen und anschließend der Anschrift, alternativ ist sie auch nach der Bezeichnung, der vom Landesamt für Denkmalpflege vergebenen Nummer oder der Bauzeit sortierbar.
Kulturdenkmäler werden fortlaufend im Denkmalverzeichnis des Landes Hessen durch das Landesamt für Denkmalpflege Hessen auf Basis des Hessischen Denkmalschutzgesetzes (HDSchG) geführt. Die Schutzwürdigkeit eines Kulturdenkmals hängt nicht von der Eintragung in das Denkmalverzeichnis des Landes Hessen oder der Veröffentlichung in der Denkmaltopographie ab.

Diese Teilliste umfasst die Kulturdenkmäler im Stadtbereich Darmstadt Nord.

## Kulturdenkmäler nach Stadtbereichen

### Darmstadt Nord

#### Gewerbegebiet Nord
| Bild                                                           | Bezeichnung                                  | Lage | Beschreibung                                            | Bauzeit      | Objekt-Nr. |
| -------------------------------------------------------------- | -------------------------------------------- | --- | ------------------------------------------------------- | ------------ | ---------- |
| Eisenbahnbrücke/Kreuzungsbauwerk                               | Eisenbahnbrücke/Kreuzungsbauwerk             | An der Täubcheshöhle, Eisenbahn LageFlur: 33, Flurstück: 176/8, 176/9, 197/5 |                                                         | 1912         | 926039 DDB |
| Spitzbunker                                                    | Spitzbunker                                  | Carl-Schenck-Ring LageFlur: 14, Flurstück: 189 |                                                         |              | 926051 DDB |
| Eisenbahnbrücke/Kreuzungsbauwerk                               | Eisenbahnbrücke/Kreuzungsbauwerk             | Eisenbahn LageFlur: 33, Flurstück: 177/7 | 2010 abgerissen und durch eine Spannbetonbrücke ersetzt | 1912         | 952977 DDB |
| Eisenbahnbrücke                                                | Eisenbahnbrücke                              | Eisenbahn (Wöhlerweg) LageFlur: 33, Flurstück: 173/1, 173/4, 181/5, 181/6 |                                                         | 1910–1912    | 8675 DDB   |
| Ehemaliger Seuchenstall                                        | Ehemaliger Seuchenstall                      | Büdinger Straße 8 LageFlur: 13, Flurstück: 163/22 |                                                         |              | 8660 DDB   |
| Denkmalgeschütztes Gebäude in Darmstadt, Frankfurter Straße 69 | Ehemaliger Schlachthof, Restaurationsgebäude | Frankfurter Straße 67 LageFlur: 13, Flurstück: 163/24 |                                                         |              | 8660 DDB   |
| Denkmalgeschütztes Gebäude in Darmstadt, Frankfurter Straße 69 | Ehemaliger Schlachthof, Verwaltungsgebäude   | Frankfurter Straße 69 LageFlur: 13, Flurstück: 163/24 |                                                         |              | 8660 DDB   |
| weitere Bilder                                                 | Wasserturm                                   | Frankfurter Straße 112 LageFlur: 14, Flurstück: 201/1 |                                                         | 1885         | 8661 DDB   |
| weitere Bilder                                                 | Nordbahnhof                                  | Frankfurter Straße 127 LageFlur: 31, Flurstück: 169/3, 174/3, 260/6 |                                                         | 1909–12      | 8662 DDB   |
| Bild gesucht BW                                                | Wasserturm                                   | Frankfurter Straße 250 LageFlur: 32, Flurstück: 1/5 |                                                         | 1904         | 955543 DDB |
| Pützerturm                                                     | Pützerturm                                   | Frankfurter Straße 250 LageFlur: 32, Flurstück: 1/5 |                                                         | 1905         | 8663 DDB   |
| Verwaltungsgebäude der Firma Merck                             | Verwaltungsgebäude der Firma Merck           | Frankfurter Straße 250 LageFlur: 32, Flurstück: 1/5 |                                                         | 1912–1920    | 8664 DDB   |
| Hauptlaboratorium der Firma Merck                              | Hauptlaboratorium der Firma Merck            | Frankfurter Straße 250 LageFlur: 32, Flurstück: 1/5 |                                                         | 1928         | 8665 DDB   |
| Eisenbahn-Parallelbrücken                                      | Eisenbahn-Parallelbrücken                    | Gräfenhäuser Straße (B 3) LageFlur: 35, Flurstück: 53/22 |                                                         |              | 926033 DDB |
| Ehemalige Eisenbahnbrücke                                      | Ehemalige Eisenbahnbrücke                    | Im Tiefen See LageFlur: 14, Flurstück: 37/8 |                                                         | 1846         | 8667 DDB   |
| Einfriedung historischer Carlshof                              | Einfriedung historischer Carlshof            | Kranichsteiner Straße LageFlur: 11, Flurstück: 239/9 |                                                         |              | 8669 DDB   |
| Oetingervilla                                                  | Oetingervilla                                | Kranichsteiner Straße 81 LageFlur: 11, Flurstück: 237, 236/3 |                                                         | 1910         | 12588 DDB  |
| Park                                                           | Park                                         | Kranichsteiner Straße 81 LageFlur: 11, Flurstück: 237, 236/3 |                                                         | 1898         | 12588 DDB  |
| Bild gesucht BW                                                | Gesamtanlage Ziegelhütte                     | Kranichsteiner Straße 97, 97a, 97b, 99, 99a, 105, 107, 108, 110, 112 LageFlur: 12, 29, Flurstück: |                                                         |              | 8670 DDB   |
| Wohnhaus                                                       | Wohnhaus                                     | Kranichsteiner Straße 99 LageFlur: 29, Flurstück: 77/3 | Giebelständiges zweigeschossiges Fachwerkhaus           | Ende 19. Jh. | 8671 DDB   |
| Berntheiselsches Haus                                          | Berntheiselsches Haus                        | Kranichsteiner Straße 110 LageFlur: 12, Flurstück: 50/8 |                                                         | 19. Jh.      | 8672 DDB   |
| Bahnwärterhäuschen                                             | Bahnwärterhäuschen                           | Maulbeerallee 81 LageFlur: 31, Flurstück: 86/1 |                                                         | 1873/74      | 8674 DDB   |
| Spitzbunker                                                    | Spitzbunker                                  | Sensfelderweg 33 LageFlur: 14, Flurstück: 202 |                                                         |              | 926052 DDB |
| Bernhard-Adelung-Schule                                        | Bernhard-Adelung-Schule                      | Vogelsbergstraße 50 LageFlur: 12, Flurstück: 24/61 |                                                         | 1957–58      | 926048 DDB |
| Parallelbrücken                                                | Parallelbrücken                              | Wöhlerweg LageFlur: 33, Flurstück: 189/2 |                                                         | 1912         | 926040 DDB |
| Bild gesucht BW                                                | Odenwaldbahn (II)                            | Zweifalltorweg 15, Zweifalltorweg, Wöhlerweg, Nordbahnhof, Neben der Löcherwiese, Mainzer Straße (B 42), Mainzer Straße 106, Kranichsteiner Straße (L 3097), In den Weizenäckern, Hauptbahnhof, Gräfenhäuser Straße (B 3), Erbacher Straße 87, Erbacher Straße, Eisenbahn, Die Tann, Dieburger Straße, Bismarckstraße 179, B 26, An der Täubcheshöhle LageFlur: 9–11, 16, 29–33, 35, 37, 42, Flurstück: 339/10, 339/15, 339/21, 339/32, 339/33, 380, 111/2, 112/2, 127/10, 168, 267/23, 267/24, 337/23, 337/25, 337/26, 124/6, 48/10, 48/26, 48/28, 49/13, 252/4, 260/6, 155/4, 9/3, 102/2, 103/2, 104/2, 105/2, 106/2, 107/2, 108/6, 108/8, 109, 110/4–6, 112/4, 112/5, 137/1, 137/6, 166/2, 173/1, 173/4, 176/8, 181/5, 181/6, 181/8189/2, 197/2, 197/4, 197/5, 198, 202/2, 224/2, 224/3, 230/5, 230/6, 72/2, 80/2, 86/2, 86/7, 91/3, 41/1, 51, 53/22, 100/11, 100/19, 100/26, 100/28, 100/50, 149, 150, 3/45 |                                                         |              | 953595 DDB |

#### Johannesviertel
| Bild                                                                 | Bezeichnung                             | Lage                                                                               | Beschreibung | Bauzeit      | Objekt-Nr. |
| -------------------------------------------------------------------- | --------------------------------------- | ---------------------------------------------------------------------------------- | --- | ------------ | ---------- |
| Bild gesucht BW                                                      | Gesamtanlage Johannesviertel            | LageFlur: 3, Flurstück:                                                            | |              | 8677 DDB   |
| Wohnhaus                                                             | Wohnhaus                                | Alicenstraße 2 LageFlur: 3, Flurstück: 1178/2                                      | |              | 8678 DDB   |
| Wohnhaus                                                             | Wohnhaus                                | Alicenstraße 18 LageFlur: 3, Flurstück: 1246/1                                     | |              | 8679 DDB   |
| Wohnhaus                                                             | Wohnhaus                                | Alicenstraße 20 LageFlur: 3, Flurstück: 1286/3                                     | |              | 8681 DDB   |
| Bild gesucht BW                                                      | Malerei Eingangsbereich                 | Alicenstraße 20a LageFlur: 3, Flurstück: 1288/1                                    | |              | 926335 DDB |
| Wohnhaus                                                             | Wohnhaus                                | Alicenstraße 21 LageFlur: 3, Flurstück: 1092/1                                     | |              | 8683 DDB   |
| Wohnhaus                                                             | Wohnhaus                                | Alicenstraße 22 LageFlur: 3, Flurstück: 1291/1                                     | | um 1892      | 8682 DDB   |
| Wohnhaus                                                             | Wohnhaus                                | Alicenstraße 23 LageFlur: 3, Flurstück: 1091/1                                     | |              | 8683 DDB   |
| Wohnhaus                                                             | Wohnhaus                                | Alicenstraße 24 LageFlur: 3, Flurstück: 1293/1                                     | |              | 8682 DDB   |
| Wohnhaus                                                             | Wohnhaus                                | Alicenstraße 25 LageFlur: 3, Flurstück: 1088/1                                     | |              | 8683 DDB   |
| Wohnhaus                                                             | Wohnhaus                                | Alicenstraße 26 LageFlur: 3, Flurstück: 1295/1                                     | |              | 8682 DDB   |
| Darmstadt-Alicestr 26a                                               | Wohnhaus                                | Alicenstraße 26a LageFlur: 3, Flurstück: 1297/3                                    | |              | 8682 DDB   |
| Wohnhaus                                                             | Wohnhaus                                | Bismarckstraße 11 LageFlur: 3, Flurstück: 1454/3                                   | |              | 926065 DDB |
| Wohnhaus                                                             | Wohnhaus                                | Bismarckstraße 29 LageFlur: 3, Flurstück: 1393/2                                   | Ehemals freistehendes Wohnhaus im klassizistischen „Landhausstil“ der Mollerschen Stadterweiterung, seitlich mit gründerzeitlichem Anbau. Vor der Bauflucht stehender schmuckloser Baukörper um 1854, damit vermutlich das älteste erhaltene Haus im heutigen Johannesviertel. | 1854         | 8686 DDB   |
| weitere Bilder                                                       | Wohnhaus                                | Bismarckstraße 37 LageFlur: 3, Flurstück: 1388/1                                   | Freistehendes spätklassizistisches „Landhaus“ von 1864. Schlichter kubischer Baukörper; die glatten, fast ungegliederten Wandflächen sind mit wenigen Elementen sparsam geschmückt. Akzentuierte Mitte mit feingliedrigem Balusterbalkon auf flach reliefierten Sandsteinkonsolen. Gutes Beispiel vorgründerzeitlicher Architektur. | 1864         | 8687 DDB   |
| Wohnhaus                                                             | Wohnhaus                                | Emilstraße 17 LageFlur: 3, Flurstück: 635/3                                        | |              | 8688 DDB   |
| Wohnhaus                                                             | Wohnhaus                                | Emilstraße 19 LageFlur: 3, Flurstück: 638/1                                        | |              | 8688 DDB   |
| Wohnhaus                                                             | Wohnhaus                                | Emilstraße 21 LageFlur: 3, Flurstück: 639/1                                        | |              | 8689 DDB   |
| Wohnhaus                                                             | Wohnhaus                                | Emilstraße 28 LageFlur: 3, Flurstück: 731/3                                        | |              | 8688 DDB   |
| Wohnhaus                                                             | Wohnhaus                                | Emilstraße 30 LageFlur: 3, Flurstück: 729/1                                        | |              | 8688 DDB   |
| Wohnhaus                                                             | Wohnhaus                                | Emilstraße 32 LageFlur: 3, Flurstück: 728/3                                        | |              | 8690 DDB   |
| Wohnhaus                                                             | Wohnhaus                                | Frankfurter Straße 2a LageFlur: 3, Flurstück: 1449/1                               | |              | 926066 DDB |
| Wohnhaus                                                             | Wohnhaus                                | Frankfurter Straße 22 LageFlur: 3, Flurstück: 1182                                 | |              | 8692 DDB   |
| Wohnhaus                                                             | Wohnhaus                                | Frankfurter Straße 24 LageFlur: 3, Flurstück: 1181/3                               | |              | 8693 DDB   |
| Wohnhaus                                                             | Wohnhaus                                | Frankfurter Straße 26 LageFlur: 3, Flurstück: 1179                                 | |              | 8694 DDB   |
| Wohnhaus                                                             | Wohnhaus                                | Frankfurter Straße 38 LageFlur: 3, Flurstück: 1147, 1148                           | |              | 8695 DDB   |
| Wohnhaus                                                             | Wohnhaus                                | Frankfurter Straße 40 LageFlur: 3, Flurstück: 1146                                 | |              | 8697 DDB   |
| Wohnhaus                                                             | Wohnhaus                                | Frankfurter Straße 42 LageFlur: 3, Flurstück: 1143                                 | |              | 8698 DDB   |
| Wohnhaus                                                             | Wohnhaus                                | Frankfurter Straße 44 LageFlur: 3, Flurstück: 1142                                 | |              | 8699 DDB   |
| Wohnhaus                                                             | Wohnhaus                                | Frankfurter Straße 52 LageFlur: 3, Flurstück: 892/1                                | |              | 926111 DDB |
| Wohnhaus                                                             | Wohnhaus                                | Frankfurter Straße 56 LageFlur: 3, Flurstück: 886/1                                | |              | 8700 DDB   |
| Wohnhaus                                                             | Wohnhaus                                | Frankfurter Straße 58 LageFlur: 3, Flurstück: 883                                  | |              | 8700 DDB   |
| Denkmalgeschütztes Gebäude in Darmstadt, Frankfurter Straße 64       | Wohnhaus                                | Frankfurter Straße 64 LageFlur: 3, Flurstück: 741/1                                | |              | 8702 DDB   |
| Denkmalgeschütztes Gebäude in Darmstadt, Frankfurter Straße 66       | Wohnhaus                                | Frankfurter Straße 66 LageFlur: 3, Flurstück: 736/1                                | |              | 8702 DDB   |
| Wohnhaus                                                             | Wohnhaus                                | Frankfurter Straße 84 LageFlur: 3, Flurstück: 668/3                                | |              | 8703 DDB   |
| weitere Bilder                                                       | Johanneskirche                          | Johannesplatz 1, Johannesplatz LageFlur: 3, Flurstück: 1257/4, 1258/4              | | 1894         | 8704 DDB   |
| weitere Bilder                                                       | Eleonorenschule                         | Julius-Reiber-Straße 1, Wilhelm-Leuschner-Straße 12 LageFlur: 3, Flurstück: 1333/4 | Als Höhere Mädchenschule zwischen 1909 und 1911 nach Plänen von Stadtbaurat August Buxbaum auf dem Gelände des ehemaligen städtischen Gaswerks errichtet; nach der letzten Großherzogin von Hessen, Eleonore zu Solms-Hohensolms-Lich (1871–1937) benannt. Dreigliedriges, in traditionalistischen Formen gehaltenes Bauwerk. | 1909–11      | 8707 DDB   |
| Schuldienerwohnhaus                                                  | Schuldienerwohnhaus                     | Julius-Reiber-Straße 3 LageFlur: 3, Flurstück: 1334/4                              | Einfacher, auf die Formensprache des Spätklassizismus zurückgreifender Baukörper, 1911. | 1911         | 8709 DDB   |
| Villa                                                                | Villa                                   | Julius-Reiber-Straße 5 LageFlur: 3, Flurstück: 1335/1                              | Freistehende Neubarocke Villa mit Mansarddach; ehemaliges Polizeirevier. Markanter städtebaulicher Akzent an der Einmündung Sieboldstraße. |              | 8710 DDB   |
| weitere Bilder                                                       | Diesterwegschule                        | Julius-Reiber-Straße 9 LageFlur: 3, Flurstück: 1336/1                              | Schulhauptgebäude im späthistoristischen Stil, Hauptportal mit aufwendiger Werksteinrahmung mit skulptiertem Blattschmuck, Büsten, Wappen und Bekrönung; 1901–03 nach Entwürfen von Stadtbaurat Franz Frenay und Johann Kling an der Ecke Julius-Reiber-Straße und Kasinostraße errichtet. Dazu gehört das im ländlichen Villenstil der Gründerzeit gebaute ehemalige Schuldienerhaus (siehe Kasinostraße 45, 47) und die hofseitige Turnhalle. | 1901–03      | 8711 DDB   |
| Denkmalgeschütztes Gebäude in Darmstadt, Kahlertstraße 8             | Wohnhaus                                | Kahlertstraße 8 LageFlur: 3, Flurstück: 1119/2                                     | |              | 8714 DDB   |
| Denkmalgeschütztes Gebäude in Darmstadt, Kahlertstraße 10            | Wohnhaus                                | Kahlertstraße 10 LageFlur: 3, Flurstück: 1119/1                                    | |              | 8714 DDB   |
| Portikus                                                             | Portikus                                | Kasinostraße 37 LageFlur: 3, Flurstück: 1347/3                                     | |              | 8715 DDB   |
| Schuldienerwohnung der Diesterwegschule                              | Schuldienerwohnung der Diesterwegschule | Kasinostraße 45, 47 LageFlur: 3, Flurstück: 1336/1                                 | Ländlicher Villenstil, gründerzeitlicher kubischer Typus; zweieinhalbgeschossig, auf Bossenmauerwerksockel, Dachzone mit Schmuckfachwerk, Hausecke als Turm angedeutet; 1901–03 nach Entwürfen von Stadtbaurat Franz Frenay und Johann Kling an der Ecke Julius-Reiber-Straße und Kasinostraße errichtet. | 1901–03      | 8711 DDB   |
| Denkmalgeschütztes Gebäude in Darmstadt, Landwehrstraße 3            | Wohnhaus                                | Landwehrstraße 3 LageFlur: 3, Flurstück: 1194/1                                    | |              | 8716 DDB   |
| Denkmalgeschütztes Gebäude in Darmstadt, Landwehrstraße 4            | Wohnhaus                                | Landwehrstraße 4 LageFlur: 3, Flurstück: 1443/1                                    | |              | 8718 DDB   |
| Wohnhaus                                                             | Wohnhaus                                | Landwehrstraße 5 LageFlur: 3, Flurstück: 1197/3                                    | |              | 8716 DDB   |
| Wohnhaus                                                             | Wohnhaus                                | Landwehrstraße 7 LageFlur: 3, Flurstück: 1198/3                                    | |              | 8716 DDB   |
| Denkmalgeschütztes Gebäude in Darmstadt, Landwehrstraße 7a           | Wohnhaus                                | Landwehrstraße 7a LageFlur: 3, Flurstück: 1202/3                                   | |              | 8719 DDB   |
| Wohnhaus                                                             | Wohnhaus                                | Landwehrstraße 12 LageFlur: 3, Flurstück: 1434/3                                   | |              | 8720 DDB   |
| Wohnhaus                                                             | Wohnhaus                                | Landwehrstraße 14 LageFlur: 3, Flurstück: 1433/4                                   | |              | 8721 DDB   |
| Wohnhaus                                                             | Wohnhaus                                | Landwehrstraße 16 LageFlur: 3, Flurstück: 1432/1                                   | |              | 8721 DDB   |
| Wohnhaus                                                             | Wohnhaus                                | Landwehrstraße 18 LageFlur: 3, Flurstück: 1431/3                                   | |              | 8721 DDB   |
| Wohnhaus                                                             | Wohnhaus                                | Landwehrstraße 24 LageFlur: 3, Flurstück: 1430/6                                   | |              | 8722 DDB   |
| Schulinsel                                                           | Schulinsel                              | Landwehrstraße 28, 28a LageFlur: 3, Flurstück: 1334/4                              | |              | 8706 DDB   |
| weitere Bilder                                                       | Justus-Liebig-Schule                    | Landwehrstraße 28 LageFlur: 3, Flurstück: 1334/4                                   | Als Höhere Knabenschule zwischen 1909 und 1911 nach Plänen von Stadtbaurat August Buxbaum auf dem Gelände des ehemaligen städtischen Gaswerks errichtet; nach dem gleichnamigen Chemiker benannt. Diente in den Jahren 1942/43 als Sammellager für die Judendeportation. | 1909–11      | 65533 DDB  |
| Denkmalgeschütztes Gebäude in Darmstadt, Liebigstraße 2              | Wohnhaus                                | Liebigstraße 2 LageFlur: 3, Flurstück: 1094/2                                      | |              | 8725 DDB   |
| Denkmalgeschütztes Gebäude in Darmstadt, Liebigstraße 17             | Wohnhaus                                | Liebigstraße 17 LageFlur: 3, Flurstück: 1247/1                                     | |              | 8726 DDB   |
| Bild gesucht BW                                                      | Treppenhaus                             | Liebigstraße 47 LageFlur: 3, Flurstück: 841/1                                      | |              | 950302 DDB |
| Wohnhaus                                                             | Wohnhaus                                | Pallaswiesenstraße 26 LageFlur: 3, Flurstück: 880/2                                | | 1900         | 8727 DDB   |
| Wohnhaus                                                             | Wohnhaus                                | Pallaswiesenstraße 29 LageFlur: 3, Flurstück: 750/1                                | |              | 8728 DDB   |
| Wohnhaus                                                             | Wohnhaus                                | Sieboldstraße 20 LageFlur: 3, Flurstück: 1379/1, 1379/2                            | | 1896         | 8732 DDB   |
| Wohnhaus                                                             | Wohnhaus                                | Viktoriaplatz 1 LageFlur: 3, Flurstück: 725/3                                      | |              | 8733 DDB   |
| Wohnhaus                                                             | Wohnhaus                                | Viktoriaplatz 9 LageFlur: 3, Flurstück: 640/3                                      | |              | 8734 DDB   |
| Wohnhaus                                                             | Wohnhaus                                | Viktoriastraße 24 LageFlur: 3, Flurstück: 1216/4                                   | |              | 8736 DDB   |
| Goetheschule                                                         | Goetheschule                            | Viktoriastraße 31 LageFlur: 3, Flurstück: 1208/1                                   | Den Straßenabschnitt dominierender, dreigeschossiger, spätklassizistischer Klinkerbau; 1885/1886 nach Plänen von Stadtbaumeister Stephan Braden errichtet; Erdgeschoss farblich und mit kräftigem Gesims von den Obergeschossen abgesetzt, große Sprossenfenster mit Segment- oder Rundbogenabschluss; flach geneigtes schiefergedecktes Dach mit weit vorspringendem Konsolgesims.                                                             | 1885/86      | 8737 DDB   |
| Villa                                                                | Villa                                   | Viktoriastraße 36 LageFlur: 3, Flurstück: 1238/1                                   | | 1885         | 8738 DDB   |
| Wohnhaus                                                             | Wohnhaus                                | Viktoriastraße 41 LageFlur: 3, Flurstück: 1164/1                                   | | 1896         | 8739 DDB   |
| Wohnhaus                                                             | Wohnhaus                                | Viktoriastraße 43 LageFlur: 3, Flurstück: 1170/3                                   | | 1902         | 8741 DDB   |
| Wohnhaus                                                             | Wohnhaus                                | Viktoriastraße 44 LageFlur: 3, Flurstück: 1107/1                                   | | 1874         | 8740 DDB   |
| Wohnhaus                                                             | Wohnhaus                                | Viktoriastraße 45 LageFlur: 3, Flurstück: 1169/3                                   | | 1902         | 8741 DDB   |
| Wohnhaus                                                             | Wohnhaus                                | Viktoriastraße 47 LageFlur: 3, Flurstück: 1168/3                                   | | 1898         | 8742 DDB   |
| Wohnhaus                                                             | Wohnhaus                                | Viktoriastraße 48 LageFlur: 3, Flurstück: 1122/3                                   | | um 1880      | 8743 DDB   |
| Wohnhaus                                                             | Wohnhaus                                | Viktoriastraße 50 LageFlur: 3, Flurstück: 1121/7                                   | |              | 8744 DDB   |
| Wohnhaus                                                             | Wohnhaus                                | Viktoriastraße 50a LageFlur: 3, Flurstück: 1121/6                                  | |              | 8744 DDB   |
| Wohnhaus                                                             | Wohnhaus                                | Viktoriastraße 52 LageFlur: 3, Flurstück: 1120/4                                   | |              | 8744 DDB   |
| Wohnhaus                                                             | Wohnhaus                                | Viktoriastraße 73 LageFlur: 3, Flurstück: 752/6                                    | | 1893         | 8745 DDB   |
| Wohnhaus                                                             | Wohnhaus                                | Viktoriastraße 75 LageFlur: 3, Flurstück: 753/3                                    | |              | 8746 DDB   |
| Wohnhaus                                                             | Wohnhaus                                | Viktoriastraße 77 LageFlur: 3, Flurstück: 754/1                                    | |              | 8746 DDB   |
| Wohnhaus                                                             | Wohnhaus                                | Viktoriastraße 79 LageFlur: 3, Flurstück: 757/1                                    | |              | 8746 DDB   |
| Wohnhaus                                                             | Wohnhaus                                | Viktoriastraße 81 LageFlur: 3, Flurstück: 759/3                                    | |              | 8747 DDB   |
| Denkmalgeschütztes Gebäude in Darmstadt, Victoriastraße 85           | Wohnhaus                                | Viktoriastraße 85 LageFlur: 3, Flurstück: 643/3                                    | |              | 8748 DDB   |
| Bild gesucht BW                                                      | Deckenmalerei                           | Viktoriastraße 87 LageFlur: 3, Flurstück: 644/3                                    | |              | 8749 DDB   |
| Villa                                                                | Villa                                   | Wilhelm-Leuschner-Straße 1a LageFlur: 3, Flurstück: 1415/2                         | |              | 8750 DDB   |
| Wohnhaus                                                             | Wohnhaus                                | Wilhelm-Leuschner-Straße 5 LageFlur: 3, Flurstück: 1413/3                          | | 1890er Jahre | 8752 DDB   |
| Wohnhaus                                                             | Wohnhaus                                | Wilhelm-Leuschner-Straße 7 LageFlur: 3, Flurstück: 1411/1                          | | 1890er Jahre | 8752 DDB   |
| Wohnhaus                                                             | Wohnhaus                                | Wilhelm-Leuschner-Straße 15 LageFlur: 3, Flurstück: 1404/4                         | | 1872         | 8753 DDB   |
| Denkmalgeschütztes Gebäude in Darmstadt, Wilhelm-Leuschner-Straße 24 | Wohnhaus                                | Wilhelm-Leuschner-Straße 24 LageFlur: 3, Flurstück: 1261/1                         | | um 1872      | 8754 DDB   |
| Bild gesucht BW                                                      | Stuckdecke                              | Wilhelm-Leuschner-Straße 29 LageFlur: 3, Flurstück: 1069/3                         | |              | 950801 DDB |
| Wohnhaus                                                             | Wohnhaus                                | Wilhelm-Leuschner-Straße 31 LageFlur: 3, Flurstück: 1068/3                         | |              | 8755 DDB   |
| Wohnhaus                                                             | Wohnhaus                                | Wilhelm-Leuschner-Straße 32 LageFlur: 3, Flurstück: 1283                           | |              | 8756 DDB   |
| Wohnhaus                                                             | Wohnhaus                                | Wilhelm-Leuschner-Straße 34 LageFlur: 3, Flurstück: 1285                           | |              | 8756 DDB   |
| Wohnhaus                                                             | Wohnhaus                                | Wilhelm-Leuschner-Straße 36 LageFlur: 3, Flurstück: 1040/1                         | |              | 8757 DDB   |
| Wohnhaus                                                             | Wohnhaus                                | Wilhelm-Leuschner-Straße 38 LageFlur: 3, Flurstück: 1044/1                         | |              | 8757 DDB   |

#### Martinsviertel
| Bild                                                                                          | Bezeichnung                                       | Lage | Beschreibung                                              | Bauzeit                | Objekt-Nr. |
| --------------------------------------------------------------------------------------------- | ------------------------------------------------- | --- | --------------------------------------------------------- | ---------------------- | ---------- |
| Bild gesucht BW                                                                               | Gesamtanlage Arheilger Straße                     | Arheilger Straße 42–92 (grd.), 51–83 (ugrd.), Beckerstraße 33, 34, Kaupstraße 1, 2, Liebfrauenstraße 37, 38, 39, Barkhaustraße 22, 24, 25 Lage |                                                           |                        | 8794 DDB   |
| Denkmalgeschütztes Gebäude in Darmstadt, Arheilger Straße 41a                                 | Nebengebäude Faselstall                           | Arheilger Straße 41a LageFlur: 2, Flurstück: 1353/7 |                                                           |                        | 8796 DDB   |
| Denkmalgeschütztes Gebäude in Darmstadt, Arheilger Straße 42-44                               | Wohnhaus                                          | Arheilger Straße 42, 44 LageFlur: 3, Flurstück: 133/5 | Eineinhalbgeschossiges giebelständiges Fachwerkdoppelhaus | 2. Hälfte 18. Jh.      | 8795 DDB   |
| Bild gesucht BW                                                                               | Gesamtanlage Barckhausstraße                      | Barckhausstraße 43–49 (ungrd.), Eckhardtstraße 26–36 (grd.), Rhönring 45 Lage |                                                           |                        | 8797 DDB   |
| Bild gesucht BW                                                                               | Gesamtanlage Büdinger Straße                      | Büdinger Straße 41, 43, Gießener Straße 3–11 (ungrd.), Friedberger Straße 4–12 (grd.) Lage |                                                           |                        | 8798 DDB   |
| Straßenbrücke                                                                                 | Straßenbrücke                                     | Dieburger Straße LageFlur: 10, 11, Flurstück: 111/2, 112/2, 127/10, 168 |                                                           |                        | 8805 DDB   |
| Bild gesucht BW                                                                               | Brauertunnel                                      | Dieburger Straße LageFlur: 2, Flurstück: 1546, 1547/1, 1551, 1552, 1553 |                                                           |                        | 926108 DDB |
| Denkmalgeschütztes Gebäude in Darmstadt, Dieburger Straße 76 = links                          | Doppelhaus mit Nr. 78                             | Dieburger Straße 76 LageFlur: 2, Flurstück: 541/2 |                                                           |                        | 8799 DDB   |
| Denkmalgeschütztes Gebäude in Darmstadt, Dieburger Straße, 78 = rechts                        | Doppelhaus mit Nr. 76                             | Dieburger Straße 78 LageFlur: 2, Flurstück: 542/1 |                                                           |                        | 8799 DDB   |
| Bild gesucht BW                                                                               | Felsenkeller                                      | Dieburger Straße 80 LageFlur: 2, Flurstück: 543 |                                                           |                        | 8800 DDB   |
| weitere Bilder                                                                                | Gesamtanlage Dieburger Straße                     | Dieburger Straße 94a–100 (grd.) LageFlur: 2, Flurstück: |                                                           |                        | 8801 DDB   |
| Denkmalgeschütztes Gebäude in Darmstadt, Dieburger Straße 94a                                 | Wohnhaus                                          | Dieburger Straße 94a LageFlur: 2, Flurstück: 550/5 |                                                           | 1902                   | 8802 DDB   |
| Bild gesucht BW                                                                               | Ehemalige Brauereikeller der Brauerei Carl Diehl  | Dieburger Straße 98a LageFlur: 2, Flurstück: 550/4 |                                                           |                        | 926163 DDB |
| Brauereiturm                                                                                  | Brauereiturm                                      | Dieburger Straße 98d LageFlur: 2, Flurstück: 550/4 |                                                           | um 1903                | 8803 DDB   |
| Bild gesucht BW                                                                               | Gesamtanlage Eckhardtstraße                       | Eckhardtstraße 1–7 (ungrd.), Beckerstraße 22, 23, Friedrich-Ebert-Platz 1–6, Liebfrauenstraße 27 Lage |                                                           |                        | 8806 DDB   |
| Denkmalgeschütztes Gebäude in Darmstadt, Emilstraße 1                                         | Städtisches Altersheim, sogenanntes Schlößchen    | Emilstraße 1 LageFlur: 3, Flurstück: 622/5 |                                                           |                        | 8807 DDB   |
| Städtisches Altersheim, sogenanntes Pfründnerhaus                                             | Städtisches Altersheim, sogenanntes Pfründnerhaus | Emilstraße 1 LageFlur: 3, Flurstück: 622/5 |                                                           |                        | 8807 DDB   |
| Wohnhaus                                                                                      | Wohnhaus                                          | Emilstraße 7, Frankfurter Straße 37 LageFlur: 3, Flurstück: 621/10 |                                                           |                        | 8808 DDB   |
| weitere Bilder                                                                                | Kyritzschule                                      | Emilstraße 10, Poenniesstraße, Emilstraße LageFlur: 3, Flurstück: 236, 261 |                                                           | 1907                   | 8809 DDB   |
| Denkmalgeschütztes Gebäude in Darmstadt, Frankfurter Straße 25                                | Doppelvilla mit Nr. 27                            | Frankfurter Straße 25 LageFlur: 3, Flurstück: 230/1 |                                                           |                        | 8810 DDB   |
| Denkmalgeschütztes Gebäude in Darmstadt, Frankfurter Straße 27                                | Doppelvilla mit Nr. 25                            | Frankfurter Straße 27 LageFlur: 3, Flurstück: 232/3 |                                                           |                        | 8810 DDB   |
| Denkmalgeschütztes Gebäude in Darmstadt, Frankfurter Straße 29                                | Wohnhaus                                          | Frankfurter Straße 29 LageFlur: 3, Flurstück: 234/1 |                                                           |                        | 8811 DDB   |
| Denkmalgeschütztes Gebäude in Darmstadt, Gardistenstraße 3                                    | Wohnhaus                                          | Gardistenstraße 3 LageFlur: 3, Flurstück: 157 |                                                           | Anfang 19. Jh.         | 8813 DDB   |
| Denkmalgeschütztes Gebäude in Darmstadt, Gardistenstraße 5                                    | Wohnhaus                                          | Gardistenstraße 5 LageFlur: 3, Flurstück: 147/7, 156 |                                                           | Anfang 19. Jh.         | 8813 DDB   |
| Denkmalgeschütztes Gebäude in Darmstadt, Gardistenstraße 15                                   | Wohnhaus                                          | Gardistenstraße 15 LageFlur: 3, Flurstück: 151/3 |                                                           | nach 1803              | 8814 DDB   |
| Denkmalgeschütztes Gebäude in Darmstadt, Heinheimer Straße 41a                                | Martinsstift                                      | Heinheimer Straße 41a LageFlur: 2, Flurstück: 941 |                                                           | 1891                   | 8841 DDB   |
| weitere Bilder                                                                                | Martinskirche mit Pfarrhaus                       | Heinheimer Straße 43 LageFlur: 2, Flurstück: 944/2 |                                                           | 1883–85                | 8815 DDB   |
| Denkmalgeschützte Einfriedung in Darmstadt, Heinheimer Straße 43                              | Einfriedung                                       | Heinheimer Straße 43 LageFlur: 2, Flurstück: 943/2, 944/3 |                                                           |                        | 8815 DDB   |
| weitere Bilder                                                                                | Kiosk                                             | Kantplatz LageFlur: 3, Flurstück: 1464/2 |                                                           |                        | 8819 DDB   |
| Denkmalgeschütztes Gebäude in Darmstadt, Kinderwelt, Kittlerstraße 28, sog. Meisterbau        | Kinderwelt                                        | Kittlerstraße 28 LageFlur: 2, Flurstück: 511/3 |                                                           |                        | 8820 DDB   |
| Wohnhausgruppe                                                                                | Wohnhausgruppe                                    | Kittlerstraße 36–46 (grd.) LageFlur: 2, Flurstück: 494/4, 495/4, 496/4, 497/2, 498/4, 499/2 |                                                           |                        | 8821 DDB   |
| Bild gesucht BW                                                                               | Gesamtanlage Jägerhaus                            | Kranichsteiner Straße 51a LageFlur: 2, Flurstück: 485/7 |                                                           | 1903                   | 8823 DDB   |
| Oktroihäuschen                                                                                | Oktroihäuschen                                    | Kranichsteiner Straße 60 LageFlur: 12, Flurstück: 1/5 |                                                           | um 1870                | 8824 DDB   |
| Denkmalgeschütztes Gebäude in Darmstadt, Lauteschlägerstraße 11                               | Wohnhaus                                          | Lauteschlägerstraße 11 LageFlur: 2, Flurstück: 289 |                                                           | 1819, 1846 aufgestockt | 8825 DDB   |
| Gesamtanlage Lauteschlägerstraße                                                              | Gesamtanlage Lauteschlägerstraße                  | Lauteschlägerstraße 12, 14, 16 LageFlur: 2, Flurstück: |                                                           |                        | 8826 DDB   |
| Denkmalgeschütztes Gebäude in Darmstadt, Lichtenberger Straße 17-19                           | Doppelwohnhaus mit Nr. 19                         | Lichtenbergstraße 17 LageFlur: 2, Flurstück: 408 |                                                           |                        | 8829 DDB   |
| Denkmalgeschütztes Gebäude in Darmstadt, Lichtenberger Straße 17-19                           | Doppelwohnhaus mit Nr. 17                         | Lichtenbergstraße 19 LageFlur: 2, Flurstück: 407/2 |                                                           |                        | 8829 DDB   |
| Bild gesucht BW                                                                               | Gesamtanlage Liebfrauenhaus                       | Emilstraße 7, Frankfurter Straße 37–51 (ungrd.) LageFlur: 3, Flurstück: |                                                           |                        | 8830 DDB   |
| Bild gesucht BW                                                                               | Gesamtanlage Gemeindebauten ev. Michaelsgemeinde  | Liebfrauenstraße 6–14 (grd.), Schuknechtstraße 42, Mollerstraße 23 LageFlur: 3, Flurstück: 568/3 |                                                           |                        | 952450 DDB |
| weitere Bilder                                                                                | Ev. Michaelskirche                                | Liebfrauenstraße 14 LageFlur: 3, Flurstück: 568/3 |                                                           | 1958–60                | 926049 DDB |
| Denkmalgeschütztes Gebäude in Darmstadt, Liebfrauenstraße 47+47a                              | Doppelwohnhaus mit 47a                            | Liebfrauenstraße 47 LageFlur: 2, Flurstück: 1312/1 |                                                           |                        | 8831 DDB   |
| Denkmalgeschütztes Gebäude in Darmstadt, Liebfrauenstraße 47+47a                              | Doppelwohnhaus mit 47                             | Liebfrauenstraße 47a LageFlur: 2, Flurstück: 1313/1 |                                                           |                        | 8831 DDB   |
| Denkmalgeschütztes Gebäude in Darmstadt, Löffelstraße 9                                       | Wohnhaus                                          | Löffelstraße 9 LageFlur: 3, Flurstück: 130 | Eingeschossiges giebelständiges Fachwerkhaus              | um 1820                | 8832 DDB   |
| Denkmalgeschütztes Gebäude in Darmstadt, Löffelstraße 16                                      | Wohnhaus                                          | Löffelstraße 16 LageFlur: 3, Flurstück: 119/1 |                                                           | 1863/64                | 8836 DDB   |
| Gesamtanlage Mauerstraße                                                                      | Gesamtanlage Mauerstraße                          | Mauerstraße 32, 34, Lauteschlägerstraße 5A LageFlur: 2, Flurstück: 1458, 1459, 1462/1 | Mietshausgruppe des späten Historismus                    |                        | 8837 DDB   |
| Denkmalgeschütztes Gebäude in Darmstadt, Mauerstraße 9                                        | Wohnhaus                                          | Mauerstraße 9 LageFlur: 2, Flurstück: 272/2 |                                                           | um 1843                | 8838 DDB   |
| weitere Bilder                                                                                | Achteckiges Haus                                  | Mauerstraße 17 LageFlur: 2, Flurstück: 281 | Zweigeschossiges massives Gartenhaus                      | 17. Jh.                | 8839 DDB   |
| Denkmalgeschütztes Gebäude (ehem. Brot und Mehlmagazin) in Darmstadt, Mauerstraße 24+26       | Ehemaliges Brot- und Mehl-Magazin                 | Mauerstraße 24, 26 LageFlur: 2, Flurstück: 1481, 1486 |                                                           | um 1864                | 8840 DDB   |
| Gesamtanlage Mollerstraße                                                                     | Gesamtanlage Mollerstraße                         | Mollerstraße 17, 19, 21 LageFlur: 3, Flurstück: 565, 566, 567 | Gebäudegruppe                                             | 1906                   | 926050 DDB |
| Denkmalgeschütztes Gebäude in Darmstadt, Pallaswiesenstraße 11                                | Wohnhaus                                          | Pallaswiesenstraße 11 LageFlur: 3, Flurstück: 221/2 |                                                           | um 1893                | 8842 DDB   |
| Bild gesucht BW                                                                               | Ehemaliges Heumagazin                             | Pankratiusstraße 9, 11 LageFlur: 2, Flurstück: 1093/6 |                                                           | um 1800                | 8845 DDB   |
| Denkmalgeschütztes Gebäude in Darmstadt, Pankratiusstraße 24                                  | Wohnhaus                                          | Pankratiusstraße 24 LageFlur: 2, Flurstück: 1391 | Bauernhaus mit fränkischem Fachwerk und Krüppelwalm       | 18. Jh.                | 8846 DDB   |
| Bild gesucht BW                                                                               | Hinterhaus                                        | Pankratiusstraße 32 LageFlur: 2, Flurstück: 1369 | Barocker Bruchsteinbau mit Mansarddach                    | um 1750                | 8847 DDB   |
| Bild gesucht BW                                                                               | Gesamtanlage Ploenniesstraße                      | Ploenniesstraße 6, 8, 10, Pallaswiesenstraße 12, 14 LageFlur: 3, Flurstück: 203, 204, 205, 220, 221/1 |                                                           |                        | 8848 DDB   |
| Denkmalgeschütztes Gebäude in Darmstadt, Ploenniesstraße 15                                   | Wohnhaus                                          | Ploenniesstraße 15 LageFlur: 3, Flurstück: 258/1 |                                                           | um 1899                | 8851 DDB   |
| Bild gesucht BW                                                                               | Gesamtanlage Rhönring, Spessartring               | Alfred-Messel-Weg 2, Arheilger Straße 85, 96, August-Buxbaum-Anlage. Frankfurter Straße 59, Friedberger Straße 1, 2, Gießener Straße 1, 2, Gutenbergstraße 76, Hohler Weg 22, 24, 26, Kranichsteiner Straße 58, 69, Lichtenbergstraße 82, 91, Mollerstraße 46, 47, Pankratiusstraße 73, Rhönring 4–64 (grd.), Spessartring 2–18 (grd.), 21–27 (ungrd.), Taunusstraße 55, 56 Lage                                                    |                                                           |                        | 8854 DDB   |
| Bild gesucht BW                                                                               | Gesamtanlage Röhnringviertel                      | Arheilger Straße 94, Barckhausstraße 71, Eckhardtstraße 35, Frankfurter Straße 53, 55, 57, Kaupstraße 41–54, Kittelerstraße 36–46, Kranichsteiner Straße 49–67 (ungrd.), 50–56 (grd.), Lichtenbergstraße 56–80 (grd.). 65–89 (ungrd.), 91–113 (ungrd.), Mollerstraße 28–45, Pankratiusstraße 71, Rhönring 1–147 (ungrd.), Riegerplatz 7, 8, Robert-Schneider-Straße 61, 76, 79, Spessartring 1–13 (ungrd.), Taunusstraße 34–54 Lage |                                                           |                        | 8855 DDB   |
| Bild gesucht BW                                                                               | Gesamtanlage Schlossgartenplatz                   | Schlossgartenplatz 2–6 LageFlur: 3, Flurstück: 166, 170/1, 171 |                                                           |                        | 8856 DDB   |
| weitere Bilder                                                                                | Kirche St. Elisabeth                              | Schlossgartenplatz 1 LageFlur: 3, Flurstück: 165 |                                                           | 1903–05                | 8857 DDB   |
| Ehemalige Gendarmeriekaserne                                                                  | Ehemalige Gendarmeriekaserne                      | Schlossgartenplatz 14 LageFlur: 3, Flurstück: 194/3 |                                                           |                        | 8860 DDB   |
| Gesamtanlage Östliche Schlossgartenstraße                                                     | Gesamtanlage Östliche Schlossgartenstraße         | Schlossgartenstraße 45–55 LageFlur: 3, Flurstück: |                                                           |                        | 12594 DDB  |
| Denkmalgeschütztes Gebäude (Kath. Pfarramt St. Elisabeth) in Darmstadt, Schloßgartenstraße 57 | Katholisches Pfarramt St. Elisabeth               | Schlossgartenstraße 57 LageFlur: 3, Flurstück: 164 |                                                           |                        | 8863 DDB   |
| Denkmalgeschützte Häuserzeile in Darmstadt, Schloßgartenstraße 63-73                          | Gesamtanlage Westliche Schlossgartenstraße        | Schlossgartenstraße 63–73, Schlossgartenplatz 14, Frankfurter Straße 11 LageFlur: 3, Flurstück: |                                                           |                        | 8861 DDB   |
| Bild gesucht BW                                                                               | Treppenhaus                                       | Spessartring 9 LageFlur: 2, Flurstück: 591/4 |                                                           |                        | 952334 DDB |
| Denkmalgeschütztes Gebäude in Darmstadt, Taunusstraße 40                                      | Wohnhaus                                          | Taunusstraße 40 LageFlur: 2, Flurstück: 818/5 |                                                           |                        | 8864 DDB   |
| Bild gesucht BW                                                                               | Kirchengebäude                                    | Taunusstraße 40 LageFlur: 2, Flurstück: 818/5 |                                                           |                        | 8864 DDB   |
| Bild gesucht BW                                                                               | Gesamtanlage Wenckstraße                          | Wenckstraße 27–51 (ungrd.), 34–60 (grd.), Lichtenbergstraße 43, 54 LageFlur: 2, Flurstück: |                                                           |                        | 8867 DDB   |
| Darmstadt Wenckstr23                                                                          | Wohnhaus                                          | Wenckstraße 23 LageFlur: 2, Flurstück: 1007/5 |                                                           |                        | 8868 DDB   |
| Denkmalgeschütztes Gebäude in Darmstadt, Wenckstraße 42-44                                    | Doppelwohnhaus mit Nr. 44                         | Wenckstraße 42 LageFlur: 2, Flurstück: 961/2 |                                                           |                        | 8869 DDB   |
| Denkmalgeschütztes Gebäude in Darmstadt, Wenckstraße 42-44                                    | Doppelwohnhaus mit Nr. 42                         | Wenckstraße 44 LageFlur: 2, Flurstück: 960/1 |                                                           |                        | 8869 DDB   |